# آرپینه آرزومانیان
آرپینه آرزومانیان (ارمنی: Արփինե Արզումանյան؛ زادهٔ ۲۳ اکتبر ۱۹۸۸) بازیکن فوتبال در پست مهاجم اهل ارمنستان است.

## تیم ملی
وی همچنین در تیم ملی فوتبال زنان ارمنستان بازی کرده‌است. 